# منطقة فايلهايم - شونغاو
مِنطقَة ڤآيِلهَآيْمٌّ - شُونغآُو (بالأَلمانِيَّة: Landkreis Weilheim - Schongau) هي دائِرَة أَلمانِيَّة تَّابعة لِمُحافظة باڤارِيا العُليَا في وِلاَية باڤارِيا في جُمهُوريَّة أَلمَانيَا الاِتّحاديّة. وتضُمّ مِنطقَة ڤآيِلهَايِمّ - شُونغآُو ثلَاث مُدُن، وسُوقين، وتِسعة وعِشرُون بَلدة بمِساحة تُقَدَّر بحَوالَي 966 كم2.

## التّقسِيمات الإِدارِيّة
تضُمّ مِنطقَة ڤآيِلهَآيْمٌّ - شُونغآُو ثلَاث مُدُن، وسُوقين، وتِسعة وعِشرُون بَلدة بمِساحة تُقَدَّر بحَوالَي 966 كم2. وهي كالتَّالي:

## معرض الصور

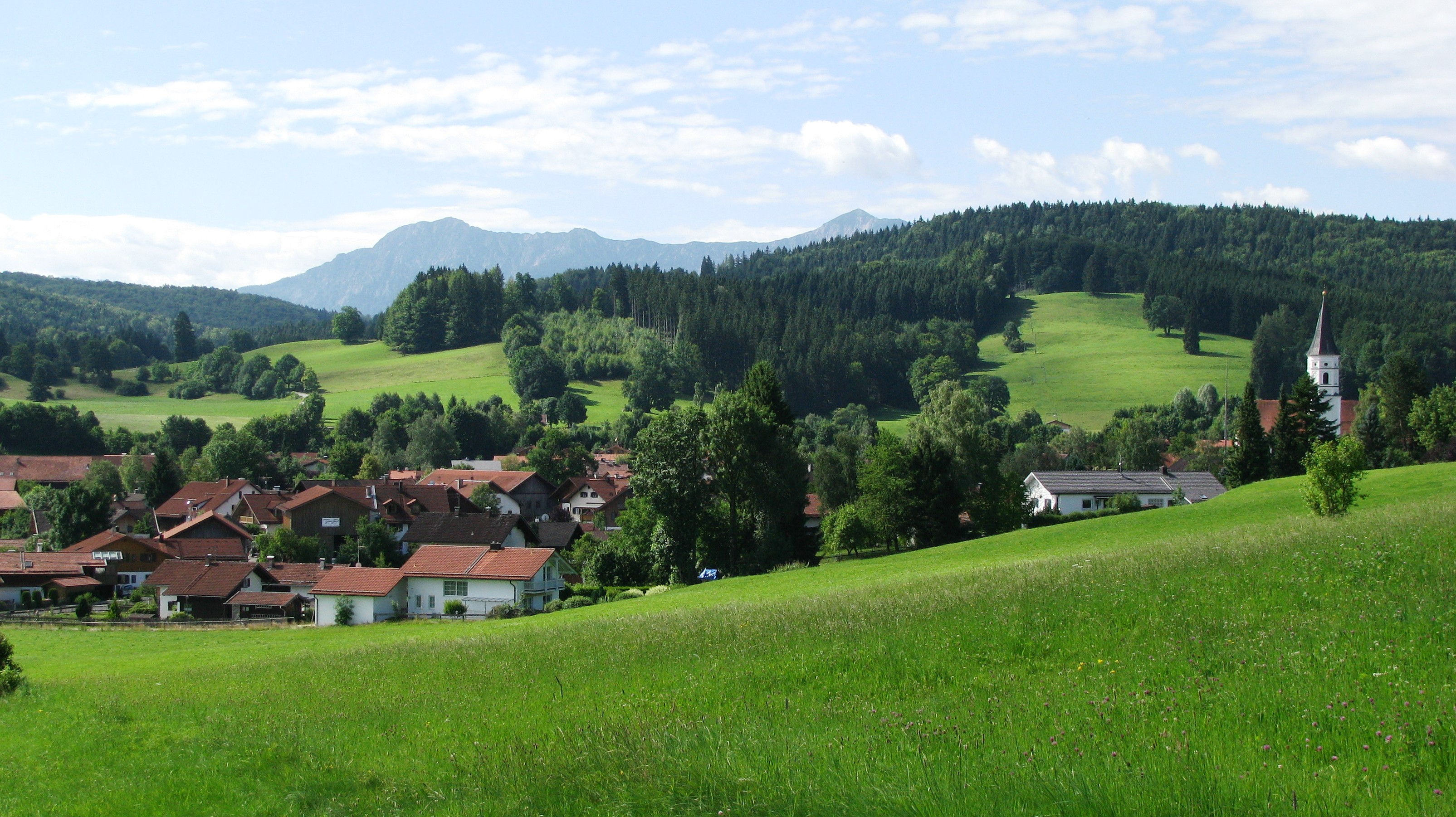
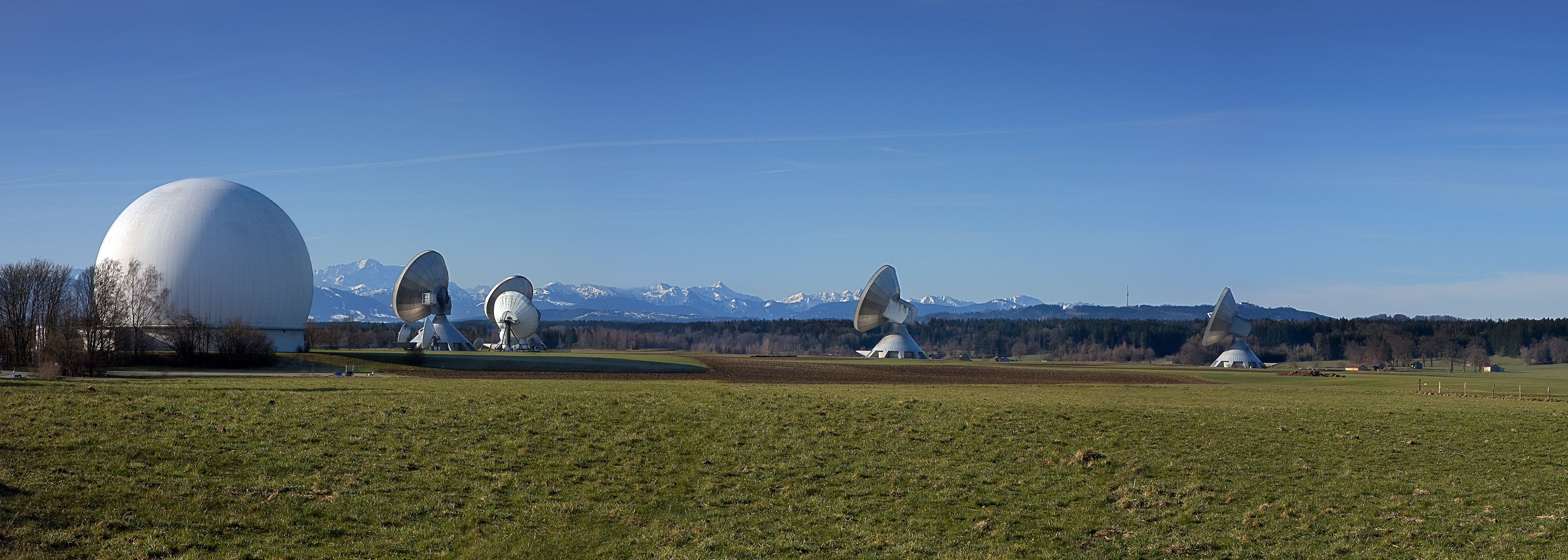
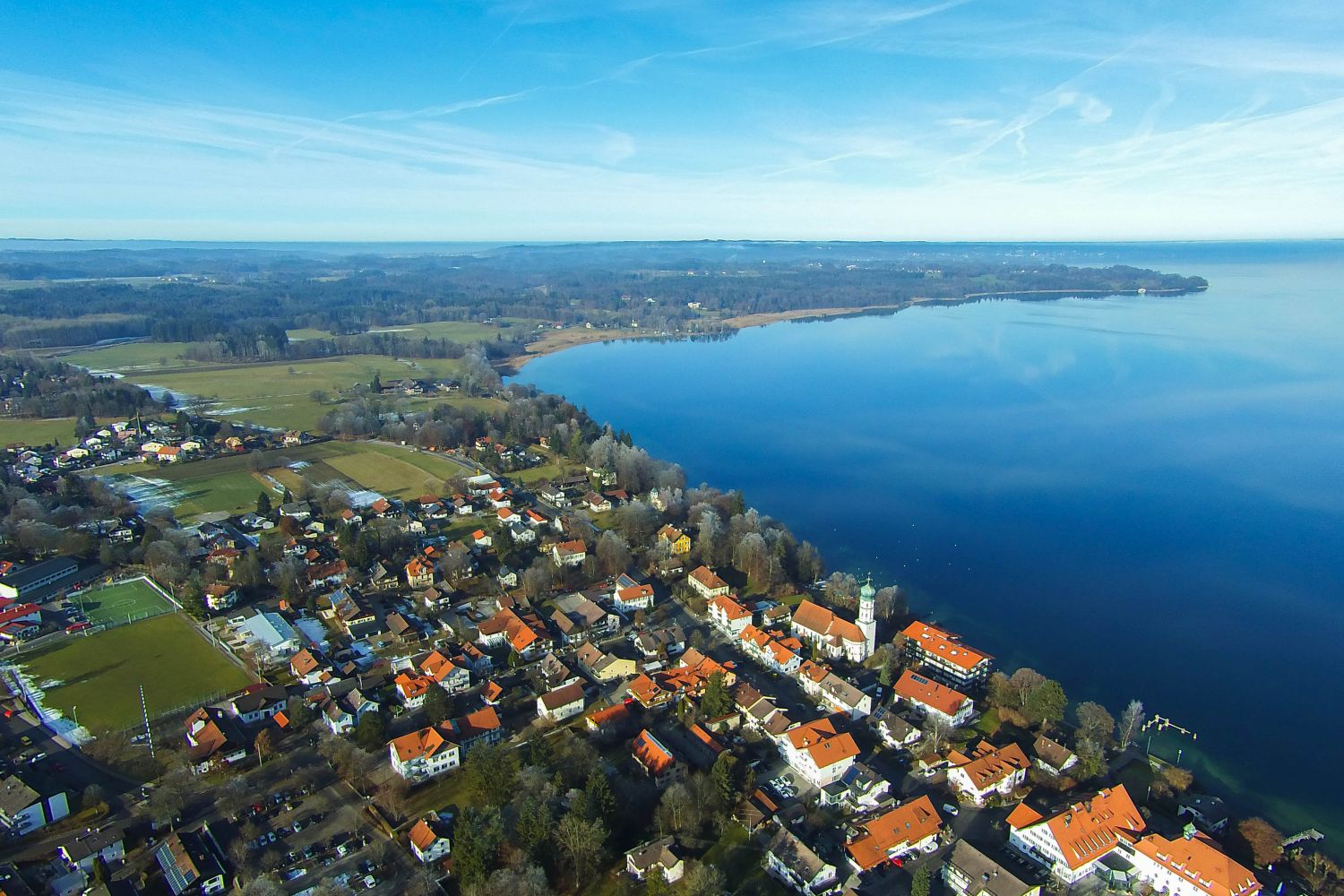

### المُدن
| اِسم المدِينة    | ٱلِٱسم بالأَلمانِيَّة             | عَدد السُكَّان | المِساحَة (كم²) |
| -------------- | ---------------------------- | ---------- | ------------- |
| مدِينة بِنزِّبِيرغٌ  | Stadt Penzberg               | 16٬479     | 25            |
| مدِينة شُونغآُو   | Stadt Schongau               | 12٬252     | 21            |
| مدِينة ڤَآيِلهَآيْمٌّ | Stadt Weilheim in Oberbayern | 22٬345     | 55            |

### الأَسوَاق
| اِسم السُّوق      | ٱلِٱسم بالأَلمانِيَّة | عَدد السُكَّان | المِساحَة (كم²) |
| -------------- | ---------------- | ---------- | ------------- |
| سُوق بَآيِسِّينِّبِيرغٌ | Markt Peißenberg | 12٬571     | 32            |
| سُوق بَآيِتيِنغٌ    | Markt Peiting    | 11٬302     | 75            |

### البلدَات
| اِسم البلدَة                      | ٱلِٱسم بالأَلمانِيَّة                     | عَدد السُكَّان | المِساحَة (كم²) |
| ------------------------------- | ------------------------------------ | ---------- | ------------- |
| بَلْدَة آلتِينّشتَادت                 | Gemeinde Altenstadt                  | 3٬307      | 19            |
| بَلْدَة آنتدُورف                    | Gemeinde Antdorf                     | 1٬320      | 22            |
| بَلْدَة بِيرِنّبِيُورِنَ                  | Gemeinde Bernbeuren                  | 2٬379      | 41            |
| بَلْدَة بِيرِنّريّد آم شَتارنبِيرجِيْر زِيه | Gemeinde Bernried am Starnberger See | 2٬261      | 13            |
| بَلْدَة بُوبِينغٌ                     | Gemeinde Böbing                      | 1٬811      | 40            |
| بَلْدَة بُورَغِنٌ                      | Gemeinde Burggen                     | 1٬695      | 25            |
| بَلْدَة إِبِيرفِينغٌ                   | Gemeinde Eberfing                    | 1٬049      | 25            |
| بَلْدَة إِيجلْفِينغٌ                   | Gemeinde Eglfing                     | 2٬379      | 16            |
| بَلْدَة هَابَآَخْ                      | Gemeinde Habach                      | 1٬178      | 12            |
| بَلْدَة هُوهِينّفُورْش                  | Gemeinde Hohenfurch                  | 1٬567      | 12            |
| بَلْدَة هُوهِينّبَآيْسّينبِيرَغٌ            | Gemeinde Hohenpeißenberg             | 3٬773      | 21            |
| بَلْدَة هُوجلْفِينغٌ                   | Gemeinde Huglfing                    | 2٬745      | 24            |
| بَلْدَة إِِيِفِيلْدُورف                  | Gemeinde Iffeldorf                   | 2٬658      | 28            |
| بَلْدَة إِنْغينِّرِيِّد                   | Gemeinde Ingenried                   | 1٬035      | 17            |
| بَلْدَة أُوبِرهَاوزِن                  | (Gemeinde Oberhausen (bei Peißenberg | 2٬079      | 14            |
| بَلْدَة أُوبِرزُوشيرينغٌ               | Gemeinde Obersöchering               | 1٬530      | 24            |
| بَلْدَة بَاهِل                       | Gemeinde Pähl                        | 2٬463      | 32            |
| بَلْدَة بُولِّينغٌ                     | Gemeinde Polling                     | 3٬343      | 29            |
| بَلْدَة بِرِيم                       | Gemeinde Prem                        | 898        | 15            |
| بَلْدَة رَايِستينغٌ                   | Gemeinde Raisting                    | 2٬314      | 22            |
| بَلْدَة رُوتِّيِنبُوخْ                   | Gemeinde Rottenbuch                  | 1٬801      | 31            |
| بَلْدَة شڤَابّرُوك                    | Gemeinde Schwabbruck                 | 955        | 7             |
| بَلْدَة شڤَابْسُويّن                   | Gemeinde Schwabsoien                 | 1٬344      | 17            |
| بَلْدَة زِيسهَاُوبت                   | Gemeinde Seeshaupt                   | 3٬217      | 30            |
| بَلْدَة زِيندِيلِسدُورف                | Gemeinde Sindelsdorf                 | 1٬183      | 17            |
| بَلْدَة شتَايْنغَادِن                  | Gemeinde Steingaden                  | 2٬859      | 64            |
| بَلْدَة ڤِيسُّوبرُونّ                   | Gemeinde Wessobrunn                  | 2٬228      | 51            |
| بَلْدَة ڤِيلِِينبَآَخْ                   | Gemeinde Wielenbach                  | 3٬192      | 33            |
| بَلْدَة ڤِيلِدستينغٌ                  | Gemeinde Wildsteig                   | 1٬298      | 48            |

## وصلات خارجية
- الصّفحة الرّسميّة لِمِنطقَة ڤآيِلهَآيْمٌّ - شُونغآُو (بالألمانية)